# Matías Balbastro
Matías Balbastro (Buenos Aires, febrero de 1772 - 22 de agosto de 1848) fue un militar de intensa actuación guerrera y política en la segunda década del siglo XIX.

## Biografía
Estudió en España, e ingresó en el ejército español, llegando al grado de capitán del regimiento de infantería de Málaga. Era cuñado de Diego de Alvear y Ponce de León.
Regresó a Buenos Aires en 1806, justo después de la primera invasión inglesa, y fue admitido como capitán en el Regimiento de Patricios. Participó en la Defensa contra la invasión de 1807, en que fue herido de gravedad.
Apoyó la Revolución de Mayo y fue incorporado al Ejército del Norte. Luchó en las batallas batalla de Suipacha y Batalla de Huaqui, con el grado de mayor, y segundo jefe del Regimiento de Infantería N.º 6, comandado por Juan José Viamonte. El jefe político del Ejército, Juan José Castelli, lo consideraba un partidario de su adversario, Cornelio Saavedra.
En 1813, regresó a Buenos Aires y al año siguiente acompañó a su sobrino Carlos María de Alvear en la toma de Montevideo. En septiembre de 1814 volvió al Ejército del Norte, donde se dedicó a actuaciones políticas. Intentó evitar la revuelta del Ejército contra Alvear, en diciembre de ese año, y el fracaso en ese intento lo obligó a regresar a Buenos Aires.
Alvear le encargó reorganizar el ejército de la capital, para hacerlo puramente partidario de la Logia Lautaro. Tras la caída de Alvear, el nuevo Director Supremo, Álvarez Thomas, lo envió prisionero a José Artigas – junto con otros dirigentes opuestos a la política federal de éste – para que el caudillo tomara venganza y lo hiciera fusilar. Pero Artigas lo dejó en libertad, y permaneció en Montevideo.
De allí pasó a Río de Janeiro, donde apoyó la invasión portuguesa a la Banda Oriental.
Regresó a Buenos Aires brevemente durante el gobierno de Juan Ramón Balcarce en plena Anarquía del Año XX, y apoyó las aventuras de su sobrino. Tras el fracaso, regresó a Montevideo. Volvió a Buenos Aires al año siguiente, y fue dado de baja por la reforma militar de Rivadavia.
Dos años más tarde, fue confinado en la isla Martín García, acusado por su esposa de alterar la tranquilidad pública en repetidas borracheras. Pasó sus últimos años en la pobreza, vencido por el vicio y el alcohol. Falleció en Buenos Aires en agosto de 1848.